# Joe Ruklick
Joseph Ruklick, detto Joe (Chicago, 3 agosto 1938 – 17 settembre 2020), è stato un cestista statunitense, professionista nella NBA.

## Carriera
Venne selezionato dai Philadelphia Warriors al secondo giro del Draft NBA 1959 (9ª scelta assoluta).

## Palmarès
- NCAA AP All-America Third Team (1959)